# Gemeiner Seitenfleckleguan
Der Gemeine Seitenfleckleguan (Uta stansburiana) ist ein Vertreter der zu den Leguanartigen gehörenden Phrynosomatidae und erreicht eine Körperlänge von maximal 17 Zentimetern. Er lebt in den meist sandig-felsigen Trockengebieten Nordamerikas. Der Trivialname Seitenfleckleguan bezieht sich auf den auffälligen dunklen Fleck an den Flanken des Tiers direkt hinter den Beinen.

## Merkmale
Der Seitenfleckleguan ist mit maximal 17 Zentimetern Körperlänge relativ klein. Er ist grau-braun gefärbt und besitzt hinter dem Nacken und den Vorderbeinen beiderseits dunklere Flecken. Die Kehle ist gesprenkelt und kann besonders bei den Männchen einen großen Anteil blauer Pigmentflecken aufweisen, auf dem Bauch findet sich dagegen keine bunte Fleckung. Diese auffällige Färbung erscheint erst im Erwachsenenalter. Ein auffällig dunkler Fleck befindet sich an den Flanken der Tiere direkt hinter den Beinen. Die Rückenschuppen sind klein und unterhalb der Kehle sind Hautfalten ausgebildet. Der Leguan ähnelt in seinem Aussehen dem Westlichen Zaunleguan (Sceloporus occidentalis), welche allerdings etwas größer und dunkler ist.
Als Sexualdimorphismus ist beim Männchen der Schwanzansatz deutlich geschwollen und hinter dem Anus befinden sich deutlich vergrößerte Schuppen. Die Färbung ist auf der Rückenseite deutlicher blau und gelb gefleckt. Beim Männchen gibt es mehrere unterschiedliche Farbmorphen, die sich vor allem an der blauen, gelben oder orangen Kehlfärbung unterscheiden. In Untersuchungen wurde festgestellt, dass die unterschiedlichen Farbvarianten mit unterschiedlichem Verhalten vor der Paarung einhergehen (siehe unten). Diese bunte Fleckung fehlt den Weibchen, es ist stattdessen braun und schwarz gemustert.

## Verbreitung

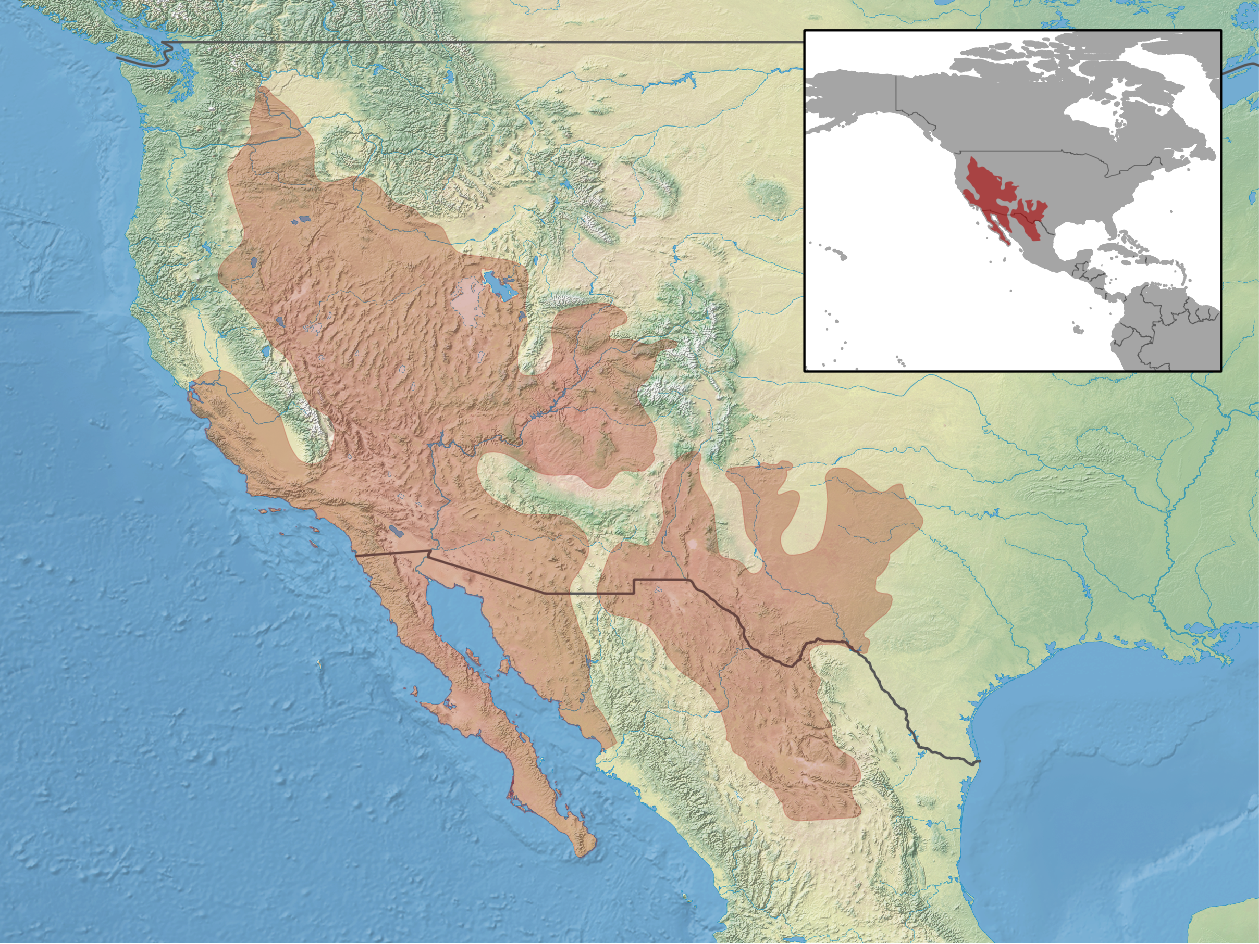
Verbreitungsgebiet des Seitenfleckleguans

Der Seitenfleckleguan ist eine der häufigsten Echsen trockener Gebiete der westlichen USA. Sein Verbreitungsgebiet erstreckt sich vom Bundesstaat Washington über Südkalifornien bis nach Westtexas und Mexiko, im Westen bis Colorado. Außerdem findet man die Tiere auf einer Reihe vorgelagerter Inseln an der Pazifikküste.

## Lebensraum
Der Seitenfleckleguan lebt fast ausschließlich in ariden Gebieten, also in Wüsten- und Halbwüstengebieten mit spärlicher Vegetation. Ebenfalls anzutreffen ist er in trockenen Flussbetten, felsigen Canyons und im Bereich von größeren Straßen sowie seltener in trockenen Waldbeständen. Seine Verbreitung reicht dabei bis in eine Höhe von maximal etwa 3000 Metern. Innerhalb seiner Habitate ist er meist häufig zu finden.
Die individuelle Reviergröße und der Aktionsraum der Tiere ist sehr klein. So konnte für die Tiere in Colorado nachgewiesen werden, dass sich die Einzeltiere im Laufe ihres Lebens nicht mehr als ein paar hundert Meter von ihren Schlupfnestern weg bewegen, wobei die Männchen dabei noch die größeren Strecken zurücklegen. So ist das Aktivitätsgebietes bei den Männchen durchschnittlich 440 bis 610 Quadratmeter groß, bei den Weibchen 190 bis 225 Quadratmeter. Die Bruthöhle befindet sich im Regelfall sehr zentral im Aktivitätsgebiet der Weibchen. Pro Hektar können zwischen 10 und 285 Tiere leben, wie in Studien in Washington, Oregon, Nevada und Kalifornien ermittelt wurde.

## Lebensweise

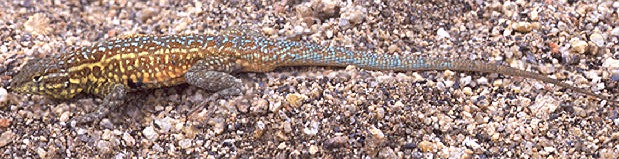
Gemeiner Seitenfleckleguan, Männchen

Der Seitenfleckleguan ist tagaktiv, wobei er allerdings hauptsächlich morgens oder am späten Nachmittag aktiv wird. Die heißesten Tagesstunden verbringt er versteckt unter Steinen oder in seinem im Sandboden angelegten Bau. An regnerischen oder auch nur stärker bewölkten Tagen bleibt er im Versteck. Im nördlichen Verbreitungsgebiet ist er vom März bis November aktiv, den Winter verbringt er eingegraben in Winterruhe. Im südlichen Gebiet ist er ganzjährig aktiv.
Seitenfleckleguane ernähren sich von Insekten, Skorpionen und Webspinnen, in sehr seltenen Fällen wurde Kannibalismus an Jungtieren beobachtet. Selbst wird er von größeren Eidechsen, Schlangen, Eulen und Greifvögeln gejagt.
Er hält sich während seiner Aktivitätszeiten vor allem in Verstecken wie Pflanzen oder größeren Steinen am Boden auf, kann jedoch auch regelmäßig beim Sonnenbaden auf flachen Steinen und sonnenbeschienenen Felsen beobachtet werden. Anders als bei den meisten Echsenarten sind diese Tiere auch bei tiefen Temperaturen im Winter aktiv, da sie aufgrund ihrer geringen Körpergröße in der Sonne sehr schnell erwärmt werden.

### Paarungsverhalten
Das Paarungsverhalten der Seitenfleckleguane wird vor allem durch die Männchen bestimmt, die sich entsprechend ihrem Aussehen sehr unterschiedlich verhalten. So gibt es innerhalb der einzelnen Populationen unter den männlichen Tieren Exemplare mit blauer, gelber und orangefarbener Kehlfärbung, die ein jeweils anderes Paarungsverhalten aufweisen. Barry Sinervo und Jean Clobert veröffentlichten 2004 ihre Beobachtungen an diesen Männchen und deren Paarungsstrategien und konnten eine Reihe von interessanten Paarungsstrategien beobachten:
- Die orangefarbenen Männchen sind sehr aggressiv und verpaaren sich mit möglichst vielen Weibchen, wobei sie auch andere Männchen bedrohen und diese zur Freigabe ihrer Weibchen drängen.
- die gelben Männchen verstecken sich in der Regel und paaren sich mit Weibchen, wenn sie diese in unbeobachteten Momenten allein vorfinden. Sie nutzen dabei die Unaufmerksamkeiten der anderen Männchen.
- die blauen Männchen verteidigen ihre Weibchen gegen andere Männchen und sind entsprechend sehr stark auf einzelne Weibchen fixiert.

Aus diesen unterschiedlichen Verhaltensweise resultieren verschiedene Konfliktsituationen. So attackieren orangefarbene Männchen regelmäßig die blauen Männchen und sind denen im Regelfall auch überlegen, wodurch sie ihnen das Weibchen wegnehmen. Die gelben Männchen sind weniger aggressiv und werden von den aufmerksamen blauen Männchen im Regelfall verjagt, können jedoch von der Unaufmerksamkeit der orangefarbenen Männchen profitieren und sich mit den Weibchen dieser Männchen verpaaren. Aufgrund dieser Konstellation kommt es zu einem Zyklus wie beim Spiel Schere, Stein, Papier, da jede der drei Strategien stärker als die erste, aber schwächer als die zweite der anderen Strategien ist. Es kann sich keine Evolutionär stabile Strategie (ESS) entwickeln und die relative Anzahl der Farbmorphen in der Population schwankt. Daher koexistieren die drei Typen und die Gene für Färbung und Verhalten verändern sich innerhalb der Population zyklisch. Sinervo und Lively beobachteten während einer Studie von 1990 bis 1995 ebendiese Schwankungen. In den Jahren 1990 und 1991 überwogen blaukehlige Männchen, während 1992 ihre Zahl deutlich zurückging und die Zahl der orangekehligen Männchen einen Höhepunkt erreichte. In den Jahren 1993 und 1994 war die häufigste Färbung gelb, und 1995 war die Verteilung in der Population ungefähr gleich wie 1990. Diese Variation scheint von der relativen Fitness der drei Strategien angetrieben zu werden.
Eine weitere Beobachtung der Forscher war, dass sich blaue Männchen im Regelfall in der Nähe von anderen blauen Männchen ansiedeln, die allerdings nur sehr selten Geschwister sind. Die Nachbarn achten in diesem Fall gemeinsam auf die zugehörigen Weibchen und kooperieren auch bei der Verteidigung gegen die orangefarbenen Tiere und haben entsprechend einen wesentlichen Vorteil gegenüber diesen. Auch orangenfarbene Männchen siedeln bevorzugt in der Nähe von blauen Männchen ohne weitere blaue Nachbarn, da hier die Chance auf den Fortpflanzungserfolg am größten ist, dagegen ist es für sie ungünstig, ebenfalls orangefarbene Nachbarn zu haben.
Die Forscher stellten diese Strategien als einen sehr interessanten Fall der Entwicklung einer Palette von Verhaltensweisen dar, die gemeinsam mit einer Farbgebung nur durch ein Gen bedingt sind. So ist die Kooperation sowie das Verhalten gegenüber den Weibchen und den anderen Farbmorphen mit dem Gen für die blaue Farbmorphe gekoppelt, genauso verhält es sich mit den Genen der anderen Farbvarianten.

### Eiablage und Entwicklung

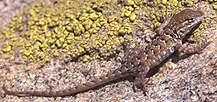
Gemeiner Seitenfleckleguan, Juveniles Tier

Regional unterschiedlich legt das Weibchen März und August mehrere Gelege in den unterirdischen Bauten der Tiere an. Dabei kommt es im nördlichen Verbreitungsgebiet bis zu drei Gelegen mit jeweils einem bis fünf Eiern und im südlichen Verbreitungsgebiet zu zwei bis sieben Gelegen mit einem bis acht Eiern. Das Weibchen ist dabei in der Lage, Spermien im Körper zu bewahren und erst einige Wochen später eine Befruchtung zu erreichen. Etwa ab Mitte Juli schlüpfen die ersten Jungtiere, wobei die Brutzeit im Norden etwas länger dauert als im Süden. Die Geschlechtsreife erreichen die Tiere mit einem bis zwei Jahren.
Die Mortalität der Jungtiere ist sehr hoch, weniger als 10 % überleben das erste Lebensjahr. Dadurch gleicht sich die Sterberate und die Anzahl neuer Jungtiere weitestgehend aus und die Population ist entsprechend relativ stabil.

## Systematik
Die Erstbeschreibung des Seitenfleckleguans erfolgte 1862 durch die Zoologen Baird und Gerard in den Proceedings of the Academy of Natural Sciences als Typusart und zugleich erste Art der Gattung Uta. Die Benennung der Gattung Uta erfolgte nach dem Bundesstaat Utah, in der die Tiere entdeckt wurden, und der Artname U. stansburiana stellt eine Ehrung des Zoologen Howard S. Stansbury dar.
Insgesamt werden je nach Autor mehrere Unterarten des Seitenfleckenleguans unterschieden, deren Verbreitungsgebiete sich teilweise sehr stark überlappen. Neben der Nominatform, dem Nördlichen Seitenfleckleguan Uta stansburiana stansburiana, existieren noch sechs weitere Unterarten. Die Tiere der Inseln Angel de la Guarda, Mejia and Raza sollen nach einer 1997 veröffentlichten Analyse auf der Basis mitochondrialer DNA eine eigene Art darstellen. Diese Ansicht hat sich allerdings bislang nicht durchgesetzt. Die folgenden Unterarten werden aktuell anerkannt:
- Westlicher Seitenfleckleguan – Uta stansburiana elegans Yarrow, 1882
- Uta stansburiana martinensis Van Denburgh, 1905
- Nevada-Seitenfleckleguan – Uta stansburiana nevadensis Ruthven, 1913
- Nördlicher Seitenfleckleguan – Uta stansburiana stansburiana Baird & Girard, 1852
- Östlicher Seitenfleckleguan – Uta stansburiana stejnegeri Schmidt, 1921
- Uta stansburiana taylori Smith, 1935
- Plateau-Seitenfleckleguan – Uta stansburiana uniformis Pack & Tanner, 1970

## Bestandszahlen und Gefährdung
Der Seitenfleckleguan ist im größten Teil seines Verbreitungsgebiets sehr häufig und kann als nicht gefährdet eingeschätzt werden. In den nördlicheren, kühleren Bundesstaaten ist er natürlicherweise seltener, eine Gefährdung durch den Menschen liegt jedoch auch hier nicht vor. Der einzige Bundesstaat, in dem der Seitenfleckleguan als kritisch gefährdet eingestuft wird, ist Oklahoma, da es hier nur sehr wenige Gebiete gibt, in denen die Lebensraumbedingungen für die Tiere gegeben sind. Ein besonderer Schutz sowie Handelseinschränkungen im Rahmen des Washingtoner Artenschutzabkommens besteht nicht.
Außer Flüssen, Seen oder Gebirgsketten bilden Straßen Verbreitungsgrenzen, besonders bei viel befahrenen Hauptstraßen hat eine Überquerung häufig tödliche Folgen für die Tiere.

## Terrarienhaltung
Der Seitenfleckleguan ist ein beliebtes Terrarientier, da er gemeinhin als einfach zu haltende Art gilt. Er ist sehr anpassungsfähig und reagiert wenig empfindlich auf unregelmäßige Bedingungen.
Gehalten werden die Tiere paarweise in mittelgroßen Terrarien, die mindestens eine Größe von 60 × 40 × 40 Zentimeter (B×T×H) haben sollten. Als Bodengrund dient eine Sandauslage und Klettermöglichkeiten in Form von größeren Steinen sollten gegeben sein. Wichtig ist die richtige Temperaturregelung. Demnach sollte die Tagestemperatur bis auf 30 °C ansteigen und nachts eine Abkühlung auf ungefähr 23 °C erfolgen. Auf einem Sonnenplatz unterhalb eines Strahlers dürfen auch bis zu 40 °C erreicht werden. Eine morgendliche Luftfeuchtigkeit im Bereich von 75 % sollte ebenfalls eingehalten werden, ebenso wie eine ausreichende Beleuchtung mit UV-Anteil. Die Ernährung erfolgt mit Insekten und Spinnen.
Eine Beratung durch Fachleute und die Weiterbildung durch geeignete Literatur vor der Anschaffung dieser Tiere ist trotz der hier dargestellten Angaben unbedingt notwendig.